# Hamina
Hamina (Finsk udtale: [ˈHɑminɑ] ; svensk: Fredrikshamn, svensk: [freːdriksˈhɑmn]) er en by og en kommune i Finland . Den ligger ca 145 km øst for landets hovedstad Helsinki i landskabet Kymmenedalen (tidligere provinsen det sydlige Finland). Kommunens befolkning er 19.890 (pr. 31 december 2020 ) og dækker et areal på 1.155,14 km2, hvoraf 545,66 er vand. Befolkningen i den centrale by er cirka 10.000. Hamina er ensproget finsk .
Byen har motorvejsforbindelse til Helsinki af E18, . Hamina har også en af Finlands vigtigste havne, Hamina-Kotka Havn . Havnen har specialiseret sig i skovprodukter og transit af gods til Rusland. Et af Googles fem europæiske datacentre ligger i Hamina.

## Historie
Vehkalahti amt blev nævnt i dokumenter for første gang i 1336. Efter forslag fra grev Per Brahe den yngre blev området omkring Vehkalahti kirken adskilt fra resten af Vehkalahti i 1653 og blev en by kaldet Vehkalahden Uusikaupunki (Veckelax Nystad på svensk). Byen blev ødelagt under Den Store Nordiske Krig i 1712.
Da den vigtige udenrigshandelsby Vyborg blev overgivet til Rusland i 1721, var denne by (nyligt omdøbt til ære for kong Frederik I i Sverige i 1723) beregnet til at erstatte den. Byen, der hidtil havde en begrænset indenrigshandel, fik omfattende privilegier, herunder udenrigshandel. Det finske folk forkortede snart navnet til Hamina. Genopbygningen af byen fandt sted i 1722–1724. Den stjerneformede fæstning og den cirkulære byplan, designet af Axel Löwen, er baseret på centraleuropæiske og italienske renæssancefæstningskoncepter fra det 16. århundrede. Fæstningsbyer med en cirkulær gadeplan som denne er ret sjældne; et eksempel er Palmanova i Italien.
I 1743 blev Hamina overgivet til Rusland efter den russisk-svenske krig, 1741–1743, og byen Lovisa var den næste svenske kandidat til et østfinsk handelscenter. Hamina blev en russisk grænseby, som en fæstning var ønskelig for.
Fredrikshamn-traktaten (1809), hvorved Sverige afstod Finland, herunder dele af provinsen Lappland og Ålandsøerne, blev underskrevet i Hamina. Således blev Sverige delt, og den østlige halvdel blev dannet til Storhertugdømmet Finland, en autonom del af det russiske imperium . I 1812 blev de tidligere erobrede territorier kendt som det gamle Finland sammen med Storhertugdømmet.
Fordi byen blev grundlagt ved siden af Vehkalahti-kirken, havde det kommunale centrum altid været inden for bygrænserne. Vehkalahti og Hamina blev konsolideret i 2003, og det gamle våbenskjold blev erstattet med Vehkalahtis våbenskjold. Det gamle våbenskjold blev genoptaget i januar 2013. 

## Vigtigste seværdigheder
- Rådhuset: Oprindeligt bygget i 1798, blev det renoveret af Carl Ludvig Engel i 1840.
- Reserve Officerskole, svensk Markstridsskolan (finska: Maasotakoulu) uddanner reserveofficerer i for den finske hær
- Bymuseum: Det ligger i en bygning, hvor kong Gustav III af Sverige og kejserinde Katarina II af Rusland mødtes i 1783.[7]
- Købmandsmuseum
- Google Data Center: (tidligere Stora Enso papirmassefabrik)
- Hamina-fæstningen bygget i det 18. århundrede og er et af de største forter i Finland. Fæstningens hjørner danner seks bastioner, opkaldt efter byer i Finland. Den centrale Bastion blev tilføjet i slutningen af det 18. århundrede og bruges i øjeblikket til kulturelle begivenheder.

- Det tidligere våbenskjold, i brug fra 2003 til 2012
- St. Maria kirke
- St. Johannes kirke
- Den ortodokse kirke Peter og Paul
- Luftfoto af byen
- Reserveofficerskole
- Den gamle fæstning
- Fæstningens centrale bastion
- Tanelinkulma
- Yachtklubens pavillon
- Flagtårnet, den eneste tilbageværende del af Helsinki-bastionen
- Pikkuympyräkatu; "Lille cirkelgade"
- Det gamle lokomotivlager
- Aholaisenkulma ("Aholainens hjørne"), en historisk restaurant og hotel, nedrevet i efteråret 2008
- Bymuseet
- Købmandsmuseet
- Vehkalahti kommunale museum

## Kendte personer fra Hamnia
- Joona Harjama (født 1993), ishockeyspiller
- Simo Häyhä (1905-2002), landmand og militærskytte
- Pelle Miljoona (født 1955), musiker
- Hugo Simberg (1873-1917), maler
- Emilie Mechelin (1838-1917), operasanger og pædagog; søster til Leo
- Leo Mechelin (1839-1914), professor, statsmand, senator og liberal reformator
- Meri Toppelius (1863-1896), uddannelsesteoretiker